# Melittia eurytion
Melittia eurytion is een vlinder uit de familie wespvlinders (Sesiidae), onderfamilie Sesiinae.
Melittia eurytion is voor het eerst wetenschappelijk beschreven door Westwood in 1848. De soort komt voor in het Oriëntaals gebieden het  Palearctisch gebied.